# Christos Patsatzoglou
Christos Patsatzoglou (griechisch Χρήστος Πατσατζόγλου, * 19. März 1979 in Xanthi) ist ein griechischer Fußballspieler.

## Karriere
Patsatzoglou begann seine Karriere bei Aghia Eleousa. 1996 wechselte er zu Skoda Xanthi. Nach vier Jahren in Xanthi wechselte er 2000 zu Olympiakos Piräus. Bei Olympiakos Piräus wurde er Stammspieler und gewann 2001, 2002 und 2003 die griechische Meisterschaft. 2003 wurde eine Achillessehnenverletzung mit Cortison behandelt, damit sich der Grieche nach der Verletzung schneller regenerieren konnte Danach kam es beim Fuß immer wieder zu Entzündungen und Patsatzoglou konnte drei Jahre lang keinen aktiven Fußballsport betreiben. Ab der Saison 2006/07 war der Verteidiger wieder Stammspieler und wurde 2007 und 2008 griechischer Meister und 2008 auch griechischer Pokalsieger.

### Nationalmannschaft
Patsatzoglou nahm an der U-21-Fußball-Europameisterschaft 2002 in der Schweiz teil, wo er mit den Griechen in der Vorrunde als Gruppenletzter ausschied.
Er debütierte am 2. September 2000 in der griechischen Fußballnationalmannschaft, beim Spiel gegen Deutschland, wo er eingewechselt wurde. Er stand im Kader der Griechen zur Fußball-Europameisterschaft 2008 in Österreich und der Schweiz. Im Spiel gegen Russland, welches 0:1 verloren ging, spielte Patsatzoglou durch, kam aber ansonsten zu keinem Einsatz, Griechenland schied in der Vorrunde als Gruppenletzter aus. 2010 bestritt er sein bisher letztes Länderspiel.